# Tuyền Châu: Trung tâm thương mại Thế giới thời Tống-Nguyên
Tuyền Châu: Trung tâm thương mại Thế giới thời Tống-Nguyên là tên của Di sản thế giới nằm ở thành phố Tuyền Châu, tỉnh Phúc Kiến, Trung Quốc. Di sản này bao gồm 22 thành phần nằm chủ yếu xung quanh vịnh Tuyền Châu được xây dựng dưới thời Tống-Nguyên.

## Quá trình đăng ký
- Vào ngày 26 tháng 1 năm 2017, Ban Thư ký của Ủy ban di sản UNESCO đã đề xuất thành phố cảng tiêu biểu nhất trên Con đường Tơ lụa trên biển - "Di tích lịch sử Tuyền Châu cổ đại" là Dự án kết nạp Di sản Văn hóa Thế giới năm 2018.[2]
- Vào tháng 5 năm 2018, Hội đồng Di tích và Di tích Quốc tế (ICOMOS), cơ quan tư vấn của Ủy ban Di sản Thế giới đã tuyên bố trong một báo cáo của họ rằng 16 di tích được công bố lần này quá phân tán để có thể phản ánh cấu trúc của thành phố. Ngoài ra, một số di sản được đề xuất trong đó không phản ánh được chủ đề về thương mại hàng hải nên đề nghị "không đăng ký".[3] Nhưng kể từ đó, Trung Quốc vẫn không hủy đơn xin công nhận, mà trực tiếp đến Hội nghị Di sản Thế giới để thảo luận. Vào ngày 29 tháng 6 năm 2018, di tích lịch sử Tuyền Châu cổ đại được đánh giá là "đang chờ xem xét lại" tại Hội nghị Di sản Thế giới lần thứ 42, và vẫn chưa được đưa vào Danh sách Di sản Thế giới.[4]
- Vào năm 2020, tên của dự án được đổi thành "Tuyền Châu: Trung tâm thương mại hàng hải thế giới của Trung Quốc thời Tống-Nguyên", sau khi các hạng mục di sản được tuyên bố được mở rộng thêm thành 22, chúng một lần nữa được trình lên Hội nghị Di sản Thế giới lần thứ 44 để xem xét. Tuy nhiên, do tác động của Đại dịch COVID, Ủy ban Di sản Thế giới lần thứ 44 đã bị hoãn lại đến tháng 7/2021. Vào tháng 6 năm 2021, Hội đồng Di tích và Địa điểm Quốc tế đã đề nghị trong báo cáo của họ về "đăng ký" dự án này.[5]
- Vào ngày 25 tháng 7 năm 2021, Hội nghị Di sản Thế giới lần thứ 44 được tổ chức tại Phúc Châu đã thông báo rằng "Tuyền Châu: Trung tâm thương mại hàng hải thế giới của Trung Quốc thời Tống-Nguyên" đã được đưa vào Danh sách Di sản Thế giới.[6]

## Danh sách
Dưới đây là 22 thành tố tạo thành Di sản Tuyền Châu được UNESCO công nhận vào năm 2021:
| Thứ tự | Tên trong danh mục                               | Vị trí                                      | Tọa độ                                          | Mô tả | Hình ảnh |
| 1      | Tháp Vạn Thọ Thạch Sư                            | Vĩnh Ninh, Thạch Sư                         | 24°43′21″B 118°40′21″Đ / 24,7225°B 118,6725°Đ   | Ngôi chùa được xây dựng vào thời Thiệu Hưng triều đại Nam Tống. Đây là một tháp rỗng bằng đá cao 5 tầng bằng gỗ hình bát giác với chiều cao 22,86 mét và cạnh tầng đáy là 3,8 mét. |          |
| 2      | Tháp Lục Thắng                                   | Ham Giang, Thạch Sư                         | 24°48′38″B 118°43′17″Đ / 24,81056°B 118,72139°Đ | Ngôi chùa được xây dựng vào năm Chính Hòa thứ nhất, triều đại Bắc Tống (1111), và sau đó được xây dựng lại vào năm 1285 dưới thời Hốt Tất Liệt, và năm 1336 dưới thời Nguyên Huệ Tông. Nó là một gian đại bái bằng gỗ cao 5 tầng hình bát giác cao 36,06 mét. Cấu trúc nằm trên một bệ đá hai tầng. Mỗi một tầng tháp có 4 cửa chính và 4 cửa sổ nhỏ. Thân tháp có rất nhiều các chạm khắc nổi hình kim cương chử và bồ tát.                                                                 |          |
| 3      | Cửa sông Mã Đầu                                  | Phố Đông Hải, Phong Trạch                   |                                                 | Bao gồm cả Bến tàu Văn Hưng và Mỹ Sơn được xây dựng từ thời Nam Tống và cho đến thời nhà Thanh đây là bến cảng quan trọng của Tuyền Châu. |          |
| 4      | Bến tàu Thạch Hồ                                 | Ham Giang, Thạch Sư                         |                                                 | Còn được gọi là Lâm Loan Độ, nó được xây dựng vào thời nhà Đường do nhà hàng hải Lâm Loan thành lập cũng là một trong những bến tàu quan trọng của cảng Tuyền Châu. |          |
| 5      | Miếu Chân Vũ Phong Trạch                         | Phố Đông Hải, Phong Trạch                   | 24°52′57″B 118°37′0″Đ / 24,8825°B 118,61667°Đ   | Đây là đền thờ Chân Vũ ban đầu được xây dựng vào thời nhà Tống tọa lạc trên một ngọn đồi nhỏ bên cạnh cảng Tuyền Châu cổ kính. Công trình bao gồm sơn môn (cổng núi), bái đình và điện Chân Vũ. Bái đình được xây dựng vào thời hoàng đế Đồng Trị triều đại nhà Thanh. Điện Chân Vũ có diện tích 780 mét vuông được xây dựng lại vào năm 1842 dưới thời Đạo Quang. |          |
| 6      | Di chỉ lò nung Từ Táo                            | Từ Táo, Tấn Giang                           |                                                 | Năm 2002, Bảo tàng tỉnh Phúc Kiến và Bảo tàng thành phố Tấn Giang đã phối hợp khảo sát và khai quật khu lò nung thời Tống tại núi Giao Kỷ phát hiện ra khu lò nung với hàng trăm hiện vật gốm, bằng chứng cho thấy chúng có từ thời nhà Tống. |          |
| 7      | Tượng Phật Mani tại chùa Thảo Am                 | Phố La Sơn, Tấn Giang                       | 24°46′25″B 118°31′47″Đ / 24,77361°B 118,52972°Đ | Thảo Am tự được xây dựng bằng đá granit trên đỉnh núi có tổng diện tích là 22,78 mét vuông. Mặt sau của ngôi chùa là vách đá granit là hình ảnh Phật được tạc vào đá trong một hốc tròn có đường kính 1,7 mét. Tượng Phật Mani ngồi cao 1,54 mét, rộng 0,85 mét và dày 0,11 mét mặc áo không cài cúc, ống tay rộng. Xung quanh tượng Phật được chạm khắc 18 tia hào quang Phật kéo dài đến tận mép trong của hốc đá, bên trái có một tấm bia khắc ghi thời gian chạm khắc và tạc tượng Phật. |          |
| 8      | Cầu Lạc Dương                                    | Phố Vạn An, Lạc Giang/Lạc Dương, Huệ An     | 24°57′20″B 118°40′37″Đ / 24,95556°B 118,67694°Đ | Cầu Lạc Dương là một cây cầu đá xuyên biển chạy theo hướng Bắc - Nam. Cây cầu kéo dài từ kè đá bên bờ sông thuộc trấn Lạc Dương, đi qua một hòn đảo nhỏ tên là Trung Châu ở giữa sông và nối với quận Lạc Giang ở phía nam. Tổng chiều dài của cây cầu là 731,29 mét. |          |
| 9      | Nhà thờ Hồi giáo Thanh Tịnh (Thanh Tịnh tự)      | Phố Lý Trung, Lý Thành                      | 24°54′21″B 118°35′13″Đ / 24,90583°B 118,58694°Đ | Nó được xây dựng vào năm 1009 dưới triều đại Tống Chân Tông, sau đó được xây dựng lại và mở rộng nhiều lần trong các triều đại nhà Nguyên và Minh. Công trình mang kiến trúc Ả Rập và là nhà thờ Hồi giáo lâu đời nhất ở Trung Quốc. Tháp cổng của nhà thờ này là ví dụ duy nhất về lối vào bằng đá ở Trung Quốc đại lục. Các chữ khắc tại đây chủ yếu là tiếng Ả Rập. |          |
| 10     | Mộ Thánh của người Hồi giáo ở Linh Sơn           | Phía nam Linh Sơn, phố Đông Hồ, Phong Trạch | 24°54′38″B 118°36′56″Đ / 24,91056°B 118,61556°Đ | Theo học giả Hà Kiều Viễn trong Mân thư VII: Phương vực chí Linh Sơn có ghi, giữa năm Vũ Đức, hai đệ tử của Muhammad đã đến truyền giáo tại Tuyền Châu và được chôn cất trên núi. Hai ngôi mộ nằm liền kề nhau, phần nổi bằng đá granit cao 0,6 mét. Phía trên là một đình lâu bằng đá granit được xây dựng lại vào năm 1962 với 4 cột tròn. Phía sau là một dãy hàng hiên bằng đá ba mặt bắc, đông và tây có tổng chiều dài 11 thước và sâu 1,04 thước.                                     |          |
| 11     | Tượng đá Lão Tử ở Thanh Nguyên Sơn               | Phố Thanh Nguyên, Phong Trạch               | 24°56′52″B 118°35′36″Đ / 24,94778°B 118,59333°Đ | Bức tượng đá Lão Tử ở núi Thanh Nguyên là bức tượng ngồi về Lão Tử được tạc trên một khối đá granit vào thời Xuân Thu. Bức tượng có kích thước cao 5,1 mét, rộng 7,3 mét và dày 7,2 mét là tác phẩm điêu khắc rất chi tiết, sống động. |          |
| 12     | Chùa Khai Nguyên                                 | Phố Khai Nguyên, Lý Thành                   | 24°55′1″B 118°34′52″Đ / 24,91694°B 118,58111°Đ  | Được xây dựng vào thời nhà Đường, ngôi chùa có diện tích lên tới 78.000 mét vuông vô cùng hoành tráng. Kiến trúc của nó bố trí theo trục trung tâm gồm Điện Thiên Vương, Đại Hùng Bảo Điện, Tháp Trấn Quốc, Tháp Nhân Thọ. |          |
| 13     | Cung Thiên Hậu                                   | Phố Lâm Giang, Lý Thành                     | 24°53′54″B 118°35′4″Đ / 24,89833°B 118,58444°Đ  | Cung Thiên Hậu được xây dựng vào năm 1196 dưới triều đại Nam Tống mang kiến trúc Phúc Kiến điển hình. |          |
| 14     | Di chỉ Đức Tế Môn                                | Phố Lâm Giang, Lý Thành                     | 24°53′50″B 118°35′3″Đ / 24,89722°B 118,58417°Đ  | Cổng Đức Tế được xây dựng vào năm 1230 dưới triều vua Tống Lý Tông của Nam Tống được gọi là Trấn Nam Môn. Năm 1352, nó được đổi tên thành Đức Tế Môn. Trong những năm 1920 và 1930, bức tường thành gần cổng bị phá bỏ, sau đó nó trải qua một trận hỏa hoạn năm 1948. Khu di tích này được khai quật vào năm 2000, có diện tích khoảng 2.000 mét vuông, để lộ nền móng của bức tường thành, và khai quật được một số lượng lớn các cấu kiện xây dựng, chạm khắc đá và súng thần công.       |          |
| 15     | Văn Miếu Tuyền Châu Phủ                          | Phố Hải Tân, Lý Thành                       | 24°54′32″B 118°35′8″Đ / 24,90889°B 118,58556°Đ  | Được xây dựng dưới thời nhà Đường sau đó được di rời đến địa điểm hiện tại vào thời Nam Tống năm 1137. Các cấu trúc đáng chú ý của quần thể này gồm Đại Thành môn, Dục Anh môn, Đại Thành điện, Minh Luân đường, Tôn Kinh các.. trong khu vực có diện tích 8.000 mét vuông. |          |
| 16     | Chữ khắc đá trên núi Cửu Nhật                    | Phong Châu, Nam An                          | 24°57′10″B 118°31′17″Đ / 24,95278°B 118,52139°Đ | Có 75 bản khắc chữ trên đá từ thời Bắc Tống đến nhà Thanh trên các đỉnh phía đông và tây của núi Cửu Nhật, và hầu hết chúng đều được khắc từ thời nhà Tống. Các bản khắc đá của triều đại nhà Tống cũng ghi lại "Tự tế Kỳ phong" được tổ chức hàng năm tại đây vào thời điểm đó. |          |
| 17     | Di chỉ Cầu Thuận Tế                              | Phố Lâm Giang, bắc qua sông Tấn, Lý Thành   |                                                 | Nó được Trâu Ứng Long, tổng đốc Tuyền Châu thời Nam Tống cho xây dựng vào năm 1211. Đây là nút giao thông đường bộ giữa thành phố cổ Tuyền Châu và bờ nam của sông Tấn. |          |
| 18     | Cầu An Bình                                      | An Hải, Tấn Giang/Thủy Đầu, Nam An          |                                                 | Đây là cây cầu cổ trên biển nối hai thị trấn An Hải và Thủy Đầu được xây dựng vào năm 1138 và hoàn thành vào năm 1152. Toàn bộ cây cầu sử dụng đá granit, mỗi khối nặng khoảng ba tấn được khai thác trên đảo Kim Môn. Có 362 lỗ thoát nước để không làm cản trở dòng chảy. |          |
| 19     | Di chỉ luyện sắt Hạ Thảo Bộ, Thanh Dương         | Làng Thanh Dương, thôn Thượng Khanh, An Khê |                                                 | Đây là di tích quý giá của ngành công nghiệp luyện sắt ở Tuyền Châu thời nhà Tống-Nguyên. Khu đất có diện tích hơn 10.000 mét vuông, bao gồm khu luyện kim, cụm mỏ cổ, khu nhà cổ, nhà sản xuất sắt, một đoạn đường cổ, và củi để nấu chảy kim loại. |          |
| 20     | Quan sở vận tải Tuyền Châu                       | Phố Hải Tân, Lý Thành                       |                                                 | Quan sở vận tải biển Tuyền Châu được thành lập vào năm 1087. Đây là một cơ quan hành chính do triều đình nhà Tống, và sau đó là Nguyên thành lập để quản lý các vấn đề thương mại hàng hải ở Tuyền Châu. |          |
| 21     | Địa điểm Quan sở chính Nam Ngoại Tông Tuyền Châu | Phố Hải Tân, Lý Thành                       |                                                 | Đây là tổ chức quản lý của hoàng gia nhà Tống chuyển đến Tuyền Châu từ năm 1130. Họ không chỉ nâng cao sức tiêu thụ của Tuyền Châu mà còn tích cực tham gia vào hoạt động thương mại hàng hải. |          |
| 22     | Lò nung Đức Hóa (Vĩ Lâm-Nạp Phản-Cung Khuất Đẩu) | Long Tầm, Đức Hóa                           |                                                 | Bắt đầu từ cuối thời nhà Đường, các lò nung nằm rải rác khắp quận. Trong số đó, sự phân bố các địa điểm lò nung xung quanh Đức Hóa là nhiều nhất, và 29 địa điểm lò nung đã được tìm thấy có niên đại từ các triều đại nhà Tống-Nguyên (thế kỷ 10-14). |          |